# Lepidocaryum
Genre
Classification phylogénétique
Espèces de rang inférieur
- Lepidocaryum tenue

Lepidocaryum est un genre de la famille des Arecaceae (Palmiers) comprenant une seule espèce, Lepidocaryum tenue, native de l'Amérique du Sud. 

## Classification
- Famille : Arecaceae
  - Sous-famille : Calamoideae
    - Tribu : Lepidocaryeae
      - Sous-tribu des Mauritiinae

Sa tribu comprend deux autres genres, Mauritia et Mauritiella.

## Espèces
- Lepidocaryum tenue